# اورزولا هاپه
اورزولا هاپه (آلمانی: Ursula Happe؛ (زادهٔ ۲۰ اکتبر ۱۹۲۶ – درگذشتهٔ ۲۶ مارس ۲۰۲۱) یک شناگر اهل آلمان بود.
وی همچنین برندهٔ جوایزی همچون برگ بوی نقره‌ای شده بود.
وی در مسابقات بین‌المللی در مجموع برندهٔ ۲ مدال طلا و ۱ مدال برنز شده‌ بود.